# Paranoid (álbum)
Paranoid é o segundo álbum de estúdio da banda de heavy metal Black Sabbath, lançado em 1970 no Reino Unido. O álbum chegou ao topo das paradas musicais britânicas, tornou-se o mais vendido da banda, e possui alguns de seus maiores sucessos, como "Iron Man", "War Pigs" e "Paranoid".
 

O disco é usualmente considerado um dos mais quintessenciais e influentes da história do heavy metal, sendo incluído na lista dos 200 álbuns definitivos no Rock and Roll Hall of Fame. Em 2017, foi eleito o melhor álbum de metal de todos os tempos pela revista Rolling Stone.
| Críticas profissionais | Críticas profissionais |
| Avaliações da crítica  | Avaliações da crítica  |
| Fonte                  | Avaliação              |
| ---------------------- | ---------------------- |
| allmusic               | [ 4 ]                  |
| Blender                | 5 de 5 estrelas.       |
| MusicHound             | [ 5 ]                  |
| Sputnikmusic           | [ 6 ]                  |

## Faixas
Letras escritas por Geezer Butler (exceto Fairies Wear Boots: letra de Butler e Ozzy Osbourne); e canções compostas por Black Sabbath (Iommi/Osbourne/Ward/Butler).
| N.º | Título               | Duração |  |
| 1.  | "War Pigs"           | 7:57    |  |
| 2.  | "Paranoid"           | 2:52    |  |
| 3.  | "Planet Caravan"     | 4:34    |  |
| 4.  | "Iron Man"           | 5:56    |  |
| 5.  | "Electric Funeral"   | 4:52    |  |
| 6.  | "Hand of Doom"       | 7:09    |  |
| 7.  | "Rat Salad"          | 2:40    |  |
| 8.  | "Fairies Wear Boots" | 6:19    |  |

## Créditos
- Tony Iommi - guitarra, flauta
- Geezer Butler - baixo
- Ozzy Osbourne - vocais
- Bill Ward - bateria
  - Produzido por Rodger Bain para Tony Hall Enterprises
  - Produtores Técnicos Tony Allom e Brian Humphries
  - Gravado no Regent Sound e Island Studios
  - Design e fotografia do álbum por Keef
  - Remasterizado por Ray Staff no Whitfield Street Studios
  - Fotografia adicional por Ross Halfin e Chris Walter

## Catálogos
- LP Warner 3104-2 (US 1970)
- LP Vertigo 6360 011 (UK 18 Sep 1970)
- LP Vertigo 6360 011 (Italy 1970)
- LP WWA WWA 007 (UK Dec 1973)
- LP Warner Bros WS4 (US 1975)
- LP NEMS NEL 6003 (UK Jan 1976)
- LP NEMS NEP 6003 (UK)
- LP Ariola 203 148 (NL 1980)
- LP Vertigo 832701-1
- MC RCA MC F7417 (1980)
- MC Vertigo 832701-4
- CD Vertigo 832701-2
- CD Essential/Castle ESMCD302 (UK - Mar 1996) - Remastered
- CD Sanctuary SMRCD032 (UK 2004)
- CD Warner/Rhino R2 73923-B (US 2004) - Black Box

## Desempenho nas paradas
| Ano  | Posições | Posições | Posições | Certificações                              |
| Ano  | [ 10 ]   | [ 11 ]   | [ 12 ]   | Certificações                              |
| ---- | -------- | -------- | -------- | ------------------------------------------ |
| 1970 | 1        | 5        | 12       | Ouro (UK) 4× Platina (US) Platina (Canadá) |